# Vidnyánszky Attila (színművész)
ifj. Vidnyánszky Attila (Beregszász, 1993. szeptember 13. –) magyar színművész, rendező.

## Pályafutása
1993-ban született a kárpátaljai Beregszászban. Vidnyánszky Attila rendező fia. 2015-ben szerzett oklevelet a Színház- és Filmművészeti Egyetemen, a színikritikusok a legígéretesebb pályakezdőnek választották. Az egyetem elvégzése után két évig szabadúszó volt. 2017-től a Vígszínház tagja. 2020-tól a Színház- és Filmművészeti Egyetem tanára.
Állandó alkotótársával, Vecsei H. Miklóssal és Osváth Gábor producerrel alapítói a Sztalker Csoportnak.

## Rendezései
- Karnyóné (bemutató: 2015. január 12.; Színház- és Filmművészeti Egyetem, Ódry Színpad)
- Athéni Timon (bemutató: 2015. április 4.; Színház- és Filmművészeti Egyetem, Ódry Színpad)
- Liliomfi (átdolgozás; bemutató: 2015. november 28.; Budaörsi Latinovits Színház)
- Rómeó és Júlia (bemutató: 2016; Kaposvári Egyetem Művészeti Főiskolai kar, Uray-osztály vizsgaelőadása)
- III. Richárd (bemutató: 2016. július; Gyulai Várszínház, majd 2017. januártól: Nemzeti Színház)
- Iván, a rettenet (bemutató: 2016. november; Radnóti Színház)
- Kinek az ég alatt már senkije sincsen (bemutató: 2017. március 16; Debreceni Csokonai Színház)
- A félkegyelmű (bemutató: 2018. március 2.; Pesti Színház)
- Kinek az ég alatt már senkije sincsen (bemutató: 2018. május 9.; Pesti Színház)
- Woyzeck (bemutató: 2018. április 11.; Nemzeti Színház)
- Míg fekszem kiterítve (bemutató: 2018. július 31.; Ördögkatlan)
- Liliom (bemutató: 2018. december 15.; Vígszínház)
- Vízkereszt, de amúgy mindegy (bemutató: 2019. július 9.; Gyulai Várszínház)
- A nagy Gatsby (bemutató: 2019. szeptember 7.; Vígszínház)
- Cabaret (bemutató: 2020. március 28.; SZFE Ódry Színpad)
- Szerelmek városa (bemutató: 2021. szeptember 4.; Vígszínház)

## Szerepei

### Színházi szerepei
- Kun László (bemutató: 2007. február 16., Csokonai Nemzeti Színház)
- Halotti pompa (bemutató: 2008. szeptember 12., Zsámbéki Színházi és Művészeti Bázis)
- Ahogy tetszik (bemutató: 2009. november 13., Kárpátaljai Megyei Magyar Drámai Színház – Beregszászi Illyés Gyula Nemzeti Színház)
- Mesés férfiak szárnyakkal (bemutató: Nemzeti Színház; 2010. november 26., Csokonai Nemzeti Színház)
- A Valencia-rejtély (felolvasószínház; bemutató: Pesti Színház, 2012. szeptember 22.)
- Diótörő (bemutató: 2012. október 27., Színház- és Filmművészeti Egyetem, Ódry Színpad)
- Piros alma álom – Weöres100 (bemutató: Városháza díszterme, 2013)
- Hamlet (bemutató: 2013. március 27., Színház- és Filmművészeti Egyetem, Ódry Színpad)
- „Nekem itt van dolgom, nekem itt vannak álmaim” (bemutató: Színház- és Filmművészeti Egyetem, Ódry Színpad)
- Három Nővér Gyakorlatok (bemutató: 2013. november 2., Színház- és Filmművészeti Egyetem, Ódry Színpad)
- Vízkereszt, vagy amit akartok (bemutató: 2014. január 10., Vígszínház – Pesti Színház)
- Éjjeli menedékhely (bemutató: 2014. november 8., Nemzeti Színház)
- Körhinta (bemutató: 2015. február 20., Nemzeti Színház)
- Részegek (bemutató: 2016. november 19.; Nemzeti Színház)
- Galilei élete (bemutató: 2016. március 20.; Nemzeti Színház)
- Hippolütosz (bemutató: 2017. április 9.; Nemzeti Színház)
- Hamlet (bemutató: 2017. október 1.; Vígszínház)
- Háború és béke (bemutató: 2017. december 16.; Vígszínház)
- A diktátor (bemutató: 2018. október 13.; Vígszínház)
- Mágnás Miska (bemutató: 2019. október 26.; Vígszínház)
- II. Richárd (bemutató: 2019. december 21., Vígszínház – Pesti Színház)
- A nyugat császára (bemutató: 2020. február 28.; Vígszínház – Pesti Színház)
- Nero (bemutató: 2020. október 16.; Stúdió "K")
- Sirály (bemutató: 2021. december 17; Vígszínház)
- A kastély (bemutatóː 2022. október 8; Vígszínház)

### Filmszerepei
- Égi madár (2011, TV-film)
- A szarvassá változott fiú (2014)
- Kossuthkifli (2015, TV-sorozat) ... Pásztor
- Veszettek (2015) ... Máté
- Aranyélet (2016, TV-sorozat) ... Fiatal Miklósi Attila
- Vándorszínészek (2018) ... Borostyán
- Magunk maradtunk (2022)
- Blokád (2022) ... Fiatal Antall József

## Díjai
- Gundel művészeti díj (2014)[6]
- Magyar Filmdíj – legjobb férfi főszereplő (2016)[7]
- Junior Prima díj (2016)
- Arany Medál díj (2017)[8]
- Ruttkai Éva emlékgyűrű (2017)[9]
- Ajtay Andor-emlékdíj (2018, 2022, 2023)[10][11]
- Roboz Imre-díj (2019)
- POSZT – Legjobb 30 év alatti színész (2019)
- Hegedűs Gyula-emlékgyűrű (2020)
- Budapestért díj (2021)[12]

## Portré
- Ez itt a kérdés – A „Kisati” – beszélgetés Ifj. Vidnyánszky Attilával (2019)